# مهران كوشك
مهران كوشك (بالفارسية: مهران‌کوشک) هي مستوطنة تقع في Baghestan Rural District في إيران. يقدر عدد سكانها بـ 418 نسمة .